# Montézo
Montézo est un village au nord-est de la capitale économique de la Côte d'Ivoire, dans la région de La Mé. Cette localité rurale est rattachée à la commune d'Alépé qui est située à 45 km d'Abidjan,. Le village de Montézo est situé à 8 km de la ville d'Alépé.